# Laurens Westerberg
Laurens Westerberg, född 10 juni 1787, död 30 juli 1836, var en cellist vid Kungliga hovkapellet.

## Biografi
Laurens Westerberg föddes 10 juni 1787. Han anställdes den 1 februari 1819 som cellist vid Kungliga hovkapellet i Stockholm. Westerberg avled 30 juli 1836. Han arbetade även som stentryckare.